# استاکتون-آن-تیز
latitudeاستاکتون-آن-تیزlongitudeاستاکتون-آن-تیز
استاکتون-آن-تیز (به انگلیسی: Stockton-on-Tees) شهری در کشور انگلستان است که این کشور خود بخشی از بریتانیا محسوب می‌شود. این شهر در سال ۱۹۹۱ میلادی ۸۳٫۵۷۶ نفر جمعیت داشته و در سرشماری سال ۲۰۰۱ جمعیت آن به ۸۰٫۰۶۰ نفر رسیده‌است. میزان رشد سالانهٔ جمعیت استاکتون-آن-تیز ‎۰٫۰۷ درصد می‌باشد و جمعیت این شهر در سال ۲۰۱۲ به ۸۰٫۶۷۲ نفر تغییر یافت.

## نگارخانه

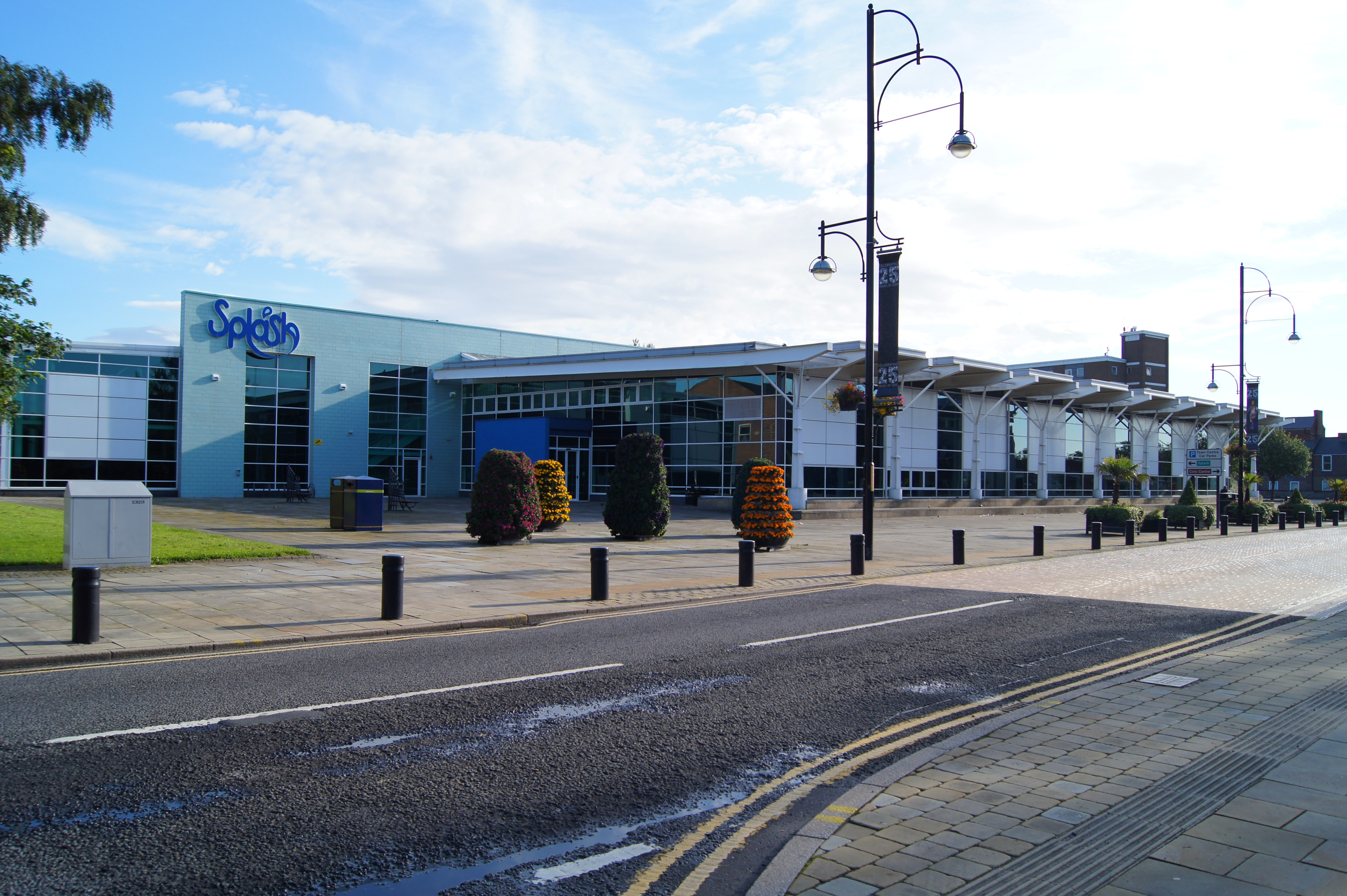
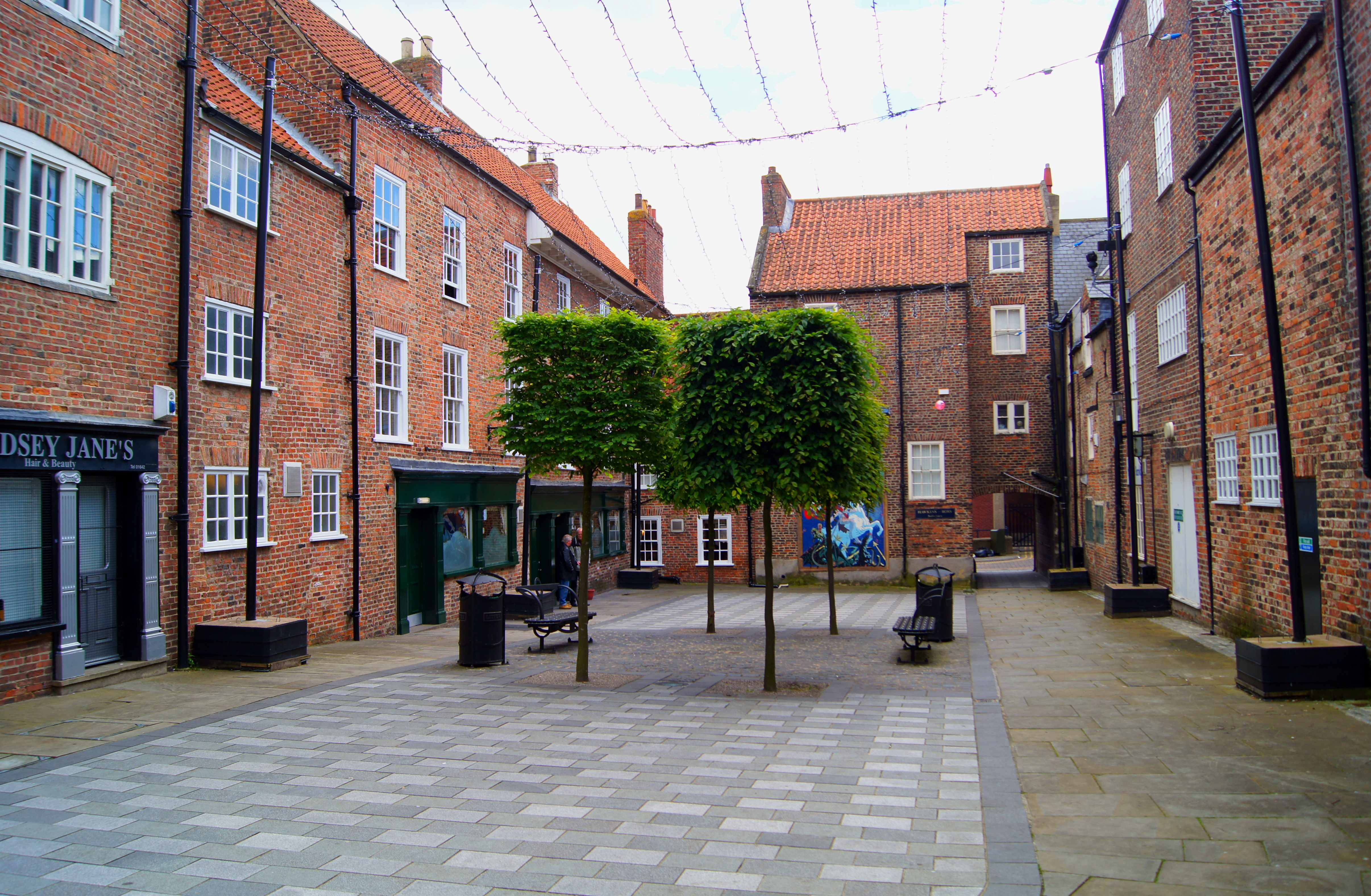
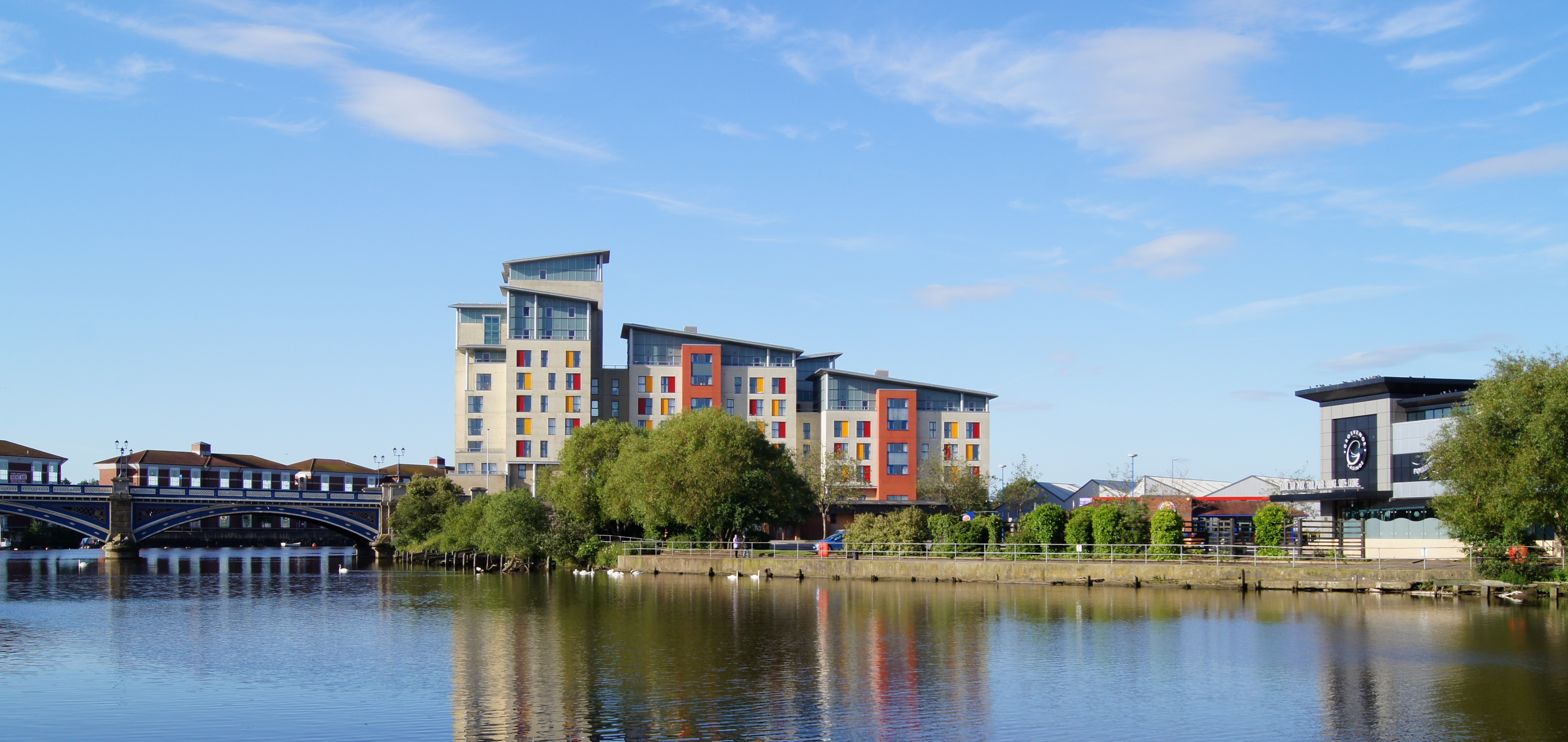
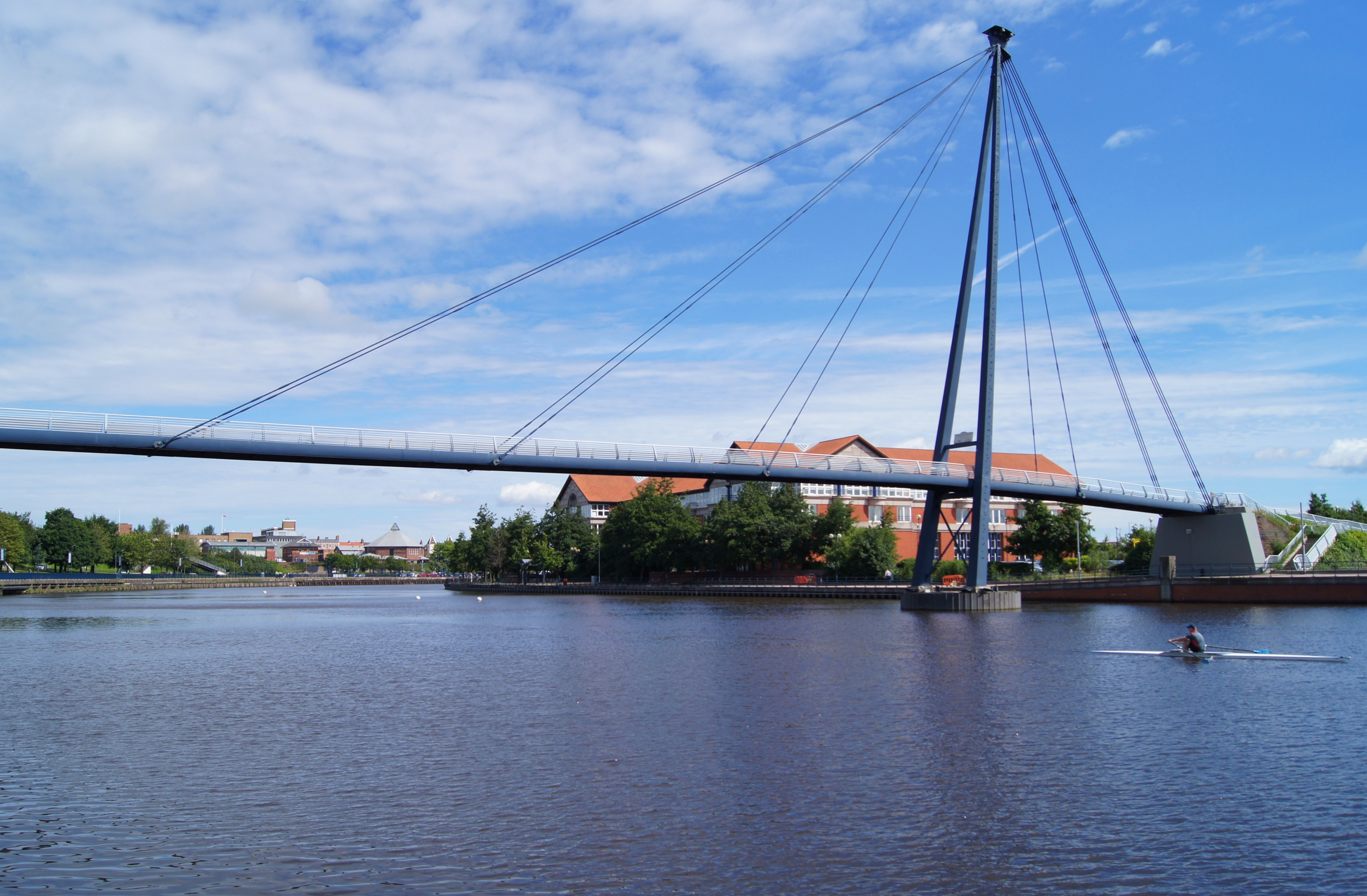
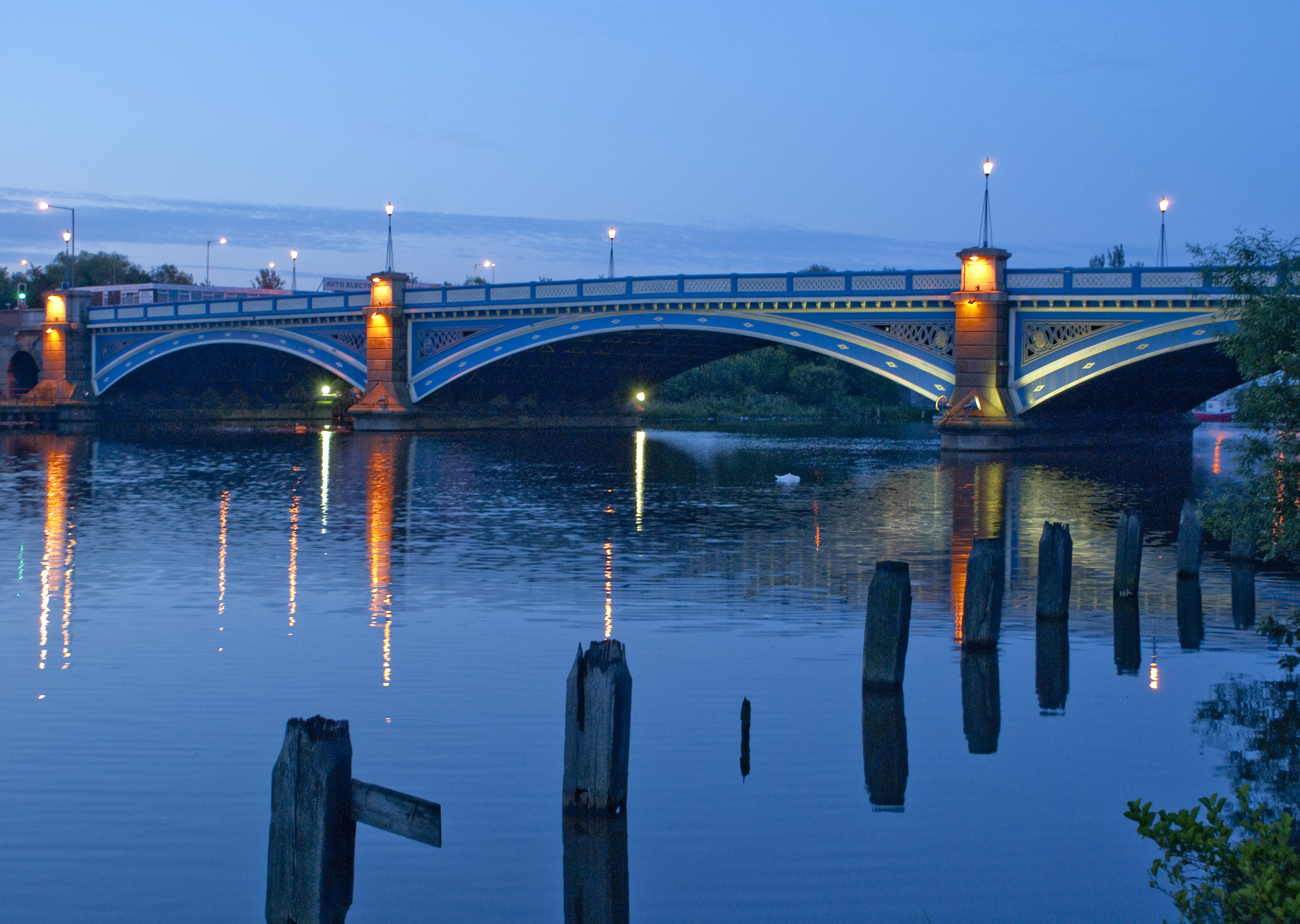
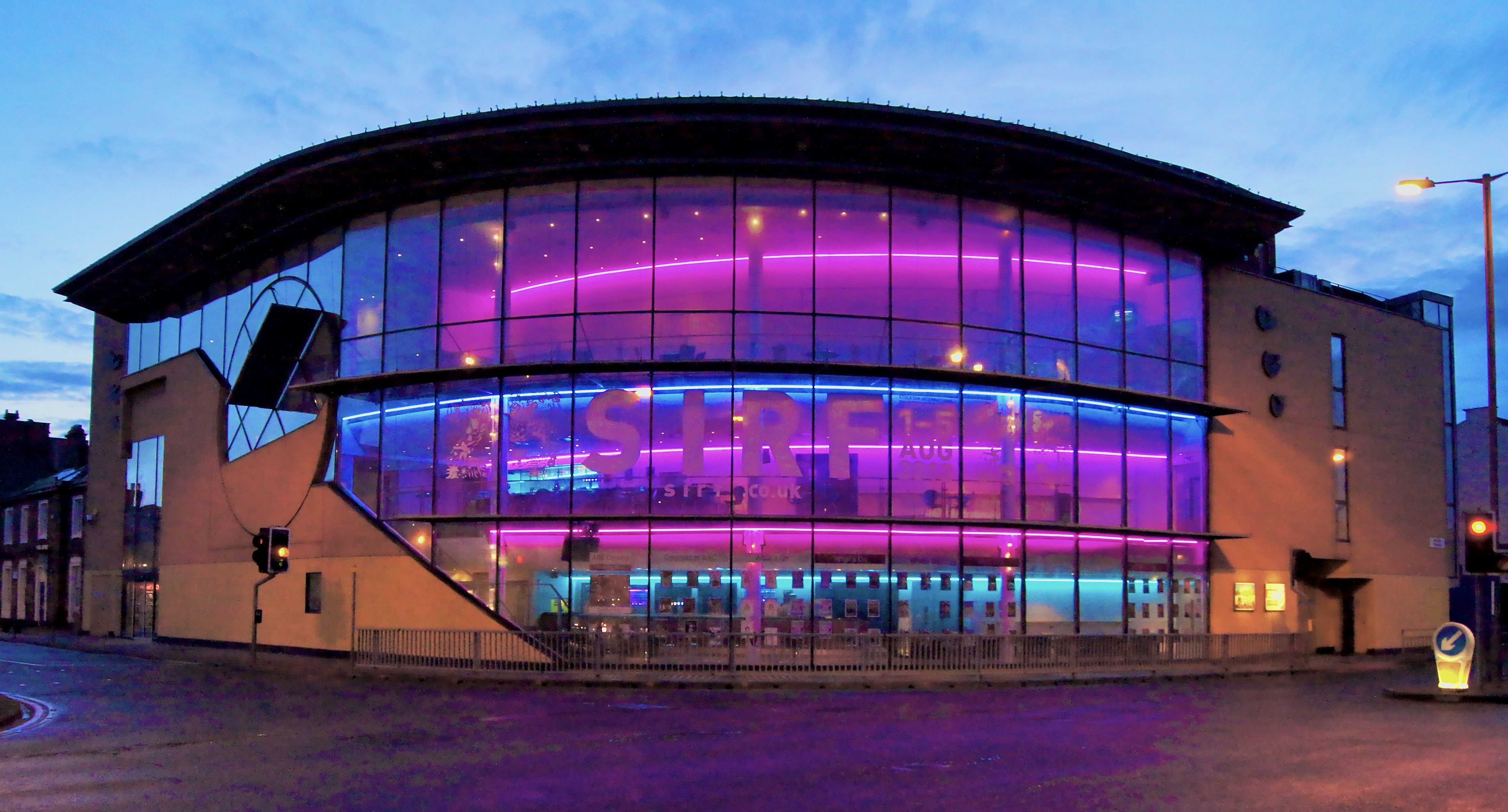